# Rot-Weiß Hirschau
Rot-Weiß Hirschau ist ein Kegelverein aus Hirschau, dessen erste Herren-Mannschaft bis zur Saison 2019/2020 der Kegel-Bundesliga (Classic) angehörte. Aktuell spielt die erste Mannschaft in der 2. Bundesliga.

## Chronik
Der Sportkegelklub wurde 1964 unter dem Dach des ortsansässigen Fußballvereins TuS Hirschau unter dem Namen  „Saunogel“ gegründet. In der Ausschusssitzung vom 1. Mai 1964 wurde der Klub in die Kegelabteilung des TuS Hirschau aufgenommen und in der Generalversammlung am 26. Dezember 1964 offiziell vorgestellt und begrüßt.
1965 nahm Rot-Weiß Hirschau erstmals an Verbandsspielen teil. Da es damals lediglich eine Bezirksliga und eine Kreisklasse gab, spielte die neue Mannschaft in der Kreisklasse. Der Name „Saunogel“ war für den Keglerverband jedoch nicht „sportgerecht“. Deshalb musste der Verein umbenannt werden. Als neuen Namen wählte man die Farben des Fußballtrikots, die auch die Farben der Stadt Hirschau sind, nämlich „Rot–Weiß“. „Saunogel“ blieb aber bis 1969 der inoffizielle Name des Klubs.

## Aktuelle Mannschaften
| Mannschaft  | Liga                     | Wurf  |
| ----------- | ------------------------ | ----- |
| Rot-Weiss 1 | 2. Bundesliga Nord/Mitte | 6x120 |
| Rot-Weiss 2 | Landesliga Bayern Mitte  | 6x120 |
| Rot-Weiss 3 | Kreisliga                | 4x120 |